# Vinicio Boffi
Vinicio C. Boffi (Montopoli di Sabina, 17 agosto 1927 – Bologna, 11 agosto 2010) è stato un matematico italiano, professore ordinario di metodi matematici applicati all'ingegneria presso il Dipartimento di meccanica ed aeronautica dell'Università degli studi di Roma "La Sapienza", aveva insegnato in precedenza neutronica presso il corso di ingegneria nucleare dell'Università degli Studi di Bologna.

## Biografia
Per circa trent'anni, e fino al 1999 è stato direttore del Gruppo nazionale per la fisica matematica, prima presso il Consiglio nazionale delle ricerche (CNR) e poi dell'Istituto nazionale di alta matematica (INdAM) Francesco Severi di Roma. È stato presidente della Società italiana di matematica applicata e industriale (SIMAI), dal 1990 al 2000 (per due mandati), e presidente onorario della medesima dal 2000. Dal 1978 è stato Socio corrispondente dell'Accademia di scienze, lettere e arti di Modena.

## Pubblicazioni
Vinicio Boffi è stato autore o coautore di articoli su riviste accademiche di fisica e matematica fra il 1960 e il 2002 ed è stato autore o curatore di volumi e atti di convegni fra il 1957 e il 1996.